# Santabárbara

Representación esquemática de un navío de línea de tres puentes donde se observa la disposición de la santabárbara:
1) Pañol de pólvora.
2) Santabárbara.
3) Antepañol. Cuarto donde se cargaban de pólvora los cartuchos.
4) Tapabalazo. Vía de agua tapada con tablas de madera y planchas de plomo.
5) Tiro doble. Requerido para quebrar el casco del barco enemigo.
6) Cañón con cureña y aparejos.
7) Zona de abordaje.

La santabárbara es la separación que se hace en la primera cubierta de popa de los buques de guerra, para acomodar el juego de la caña del timón, pertrechos de artillería, y como resguardo del pañol de pólvora, que está debajo. En ciertas ocasiones al pañol de pólvora se le denomina también santabárbara.
Recibe este nombre por la imagen de Santa Bárbara, patrona de los artilleros, que generalmente está colocada en este lugar.
También se le daba tal nombre a una región del extremo de popa de la primera cubierta del navío que se destinaba a guardar los pertrecheros del contramaestre y que en muchos casos contenía los alojamientos de algún personal o era camareta de los guardiamarinas.